# Altmark (skib)
 For alternative betydninger, se Altmark (flertydig). (Se også artikler, som begynder med Altmark)
Altmark (senere omdøbt til Uckermark) var et tysk militært støtteskib, der blandt andet kendes fra Altmark-affæren.

## Altmark-affæren
I foråret og vinteren 1939 fulgte skibet Admiral Graf Spee, et tysk panserskib, som angreb allierede handelsskibe i Sydatlanten. Altmark tog blandt andet fanger fra sænkede skibe om bord. Da Graf Spee blev sænket udenfor Montevideo, sejlede Altmark tilbage mod Tyskland under varierende identiteter, blandt andet med et norsk flag. Skibet kom ind i norsk farvand, og norske kontrollører gik om bord. De opdagede imidlertid ikke de godt 300 britiske fanger om bord på skibet. Efter en diskussion fik skibet lov til at sejle videre i norsk farvand og søgte til sidst tilflugt i Jøssingfjorden. Den 16. februar blev Altmark bordet af britiske styrker fra destroyeren HMS Cossack i Jøssingfjorden under Altmark-affæren. Syv tyske sømænd omkom. Episoden var en skandale for det norske militær. Altmark grundstødte i et forsøg på at sænke HMS Cossack.

## Nyt navn og ny kaptajn
Skibet blev omdøbt til Uckermark den 6. august 1940 og blev herefter brugt som forsyningsfartøj og efterretningsskib. Under kaptajn Zatorski ledelse rejste det den 9. september 1942 fra Frankrig med kurs mod Japan, lastet med vegetabilsk olie og benzin. Det ankom til Yokohama, og den 30. november blev det forankret ved siden af det tyske skib Thor, det australske passagerskib Nankin samt det japanske fragtskib Unkai Maru. Mens en del af besætningen var til frokost, eksploderede Uckermark, hvilket sank både Thor og Nankin. Der døde 53 besætningsmænd fra Uckermark og 12 fra Thor, samt et ukendt antal japanske og kinesiske sømænd. Alle fire skibe, samt flere havnefartøjer blev alvorligt beskadigede og herefter skrottet. Årsagen til eksplosionen blev antaget for at være en gnist fra værktøjer, der blev brugt ved en reparation tæt på lasttankene.